# Ironman 70.3 Kraichgau

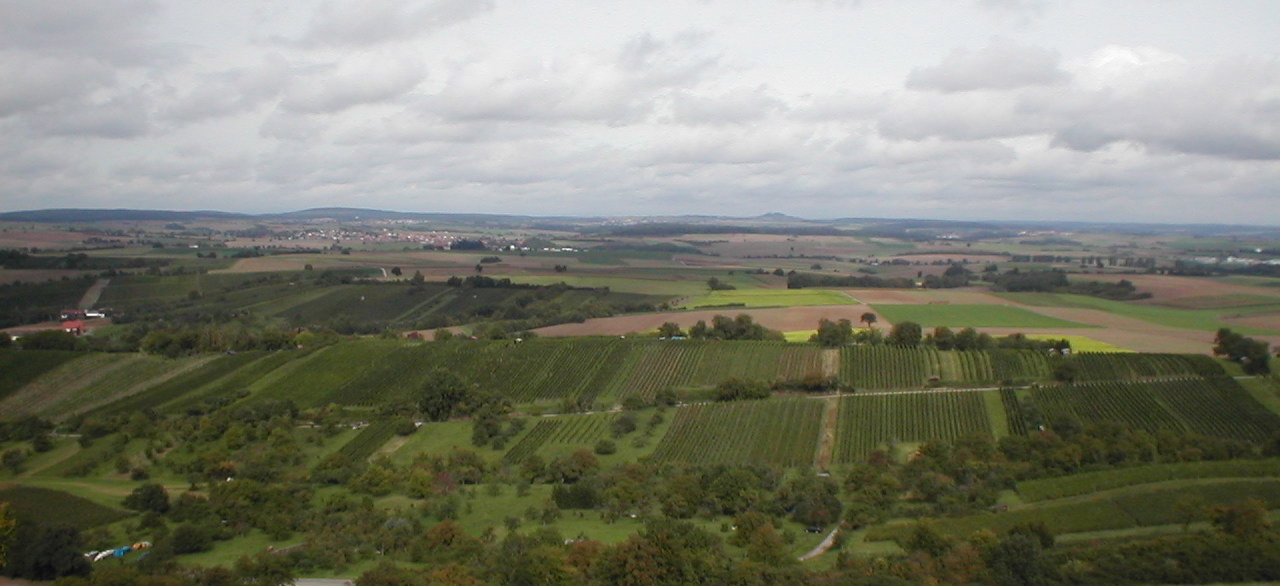
Blick von der Ravensburg bei Sulzfeld über die Kraichgau-Hügellandschaft zum höchsten Punkt des Kraichgaus, der Burg Steinsberg (am Horizont in der Bildmitte)

Ironman 70.3 Kraichgau ist seit 2015 der Name einer Triathlon-Veranstaltung über die Halb- oder Mitteldistanz im Kraichgau im Nordwesten von Baden-Württemberg mit Start am Hardtsee bei Ubstadt-Weiher und Ziel in Bad Schönborn. Zuvor wurde die Veranstaltung von 2009 bis 2014 unter dem Namen Challenge Kraichgau und von 2006 bis 2008 als Kraichgau Triathlon-Festival ausgetragen.

## Organisation

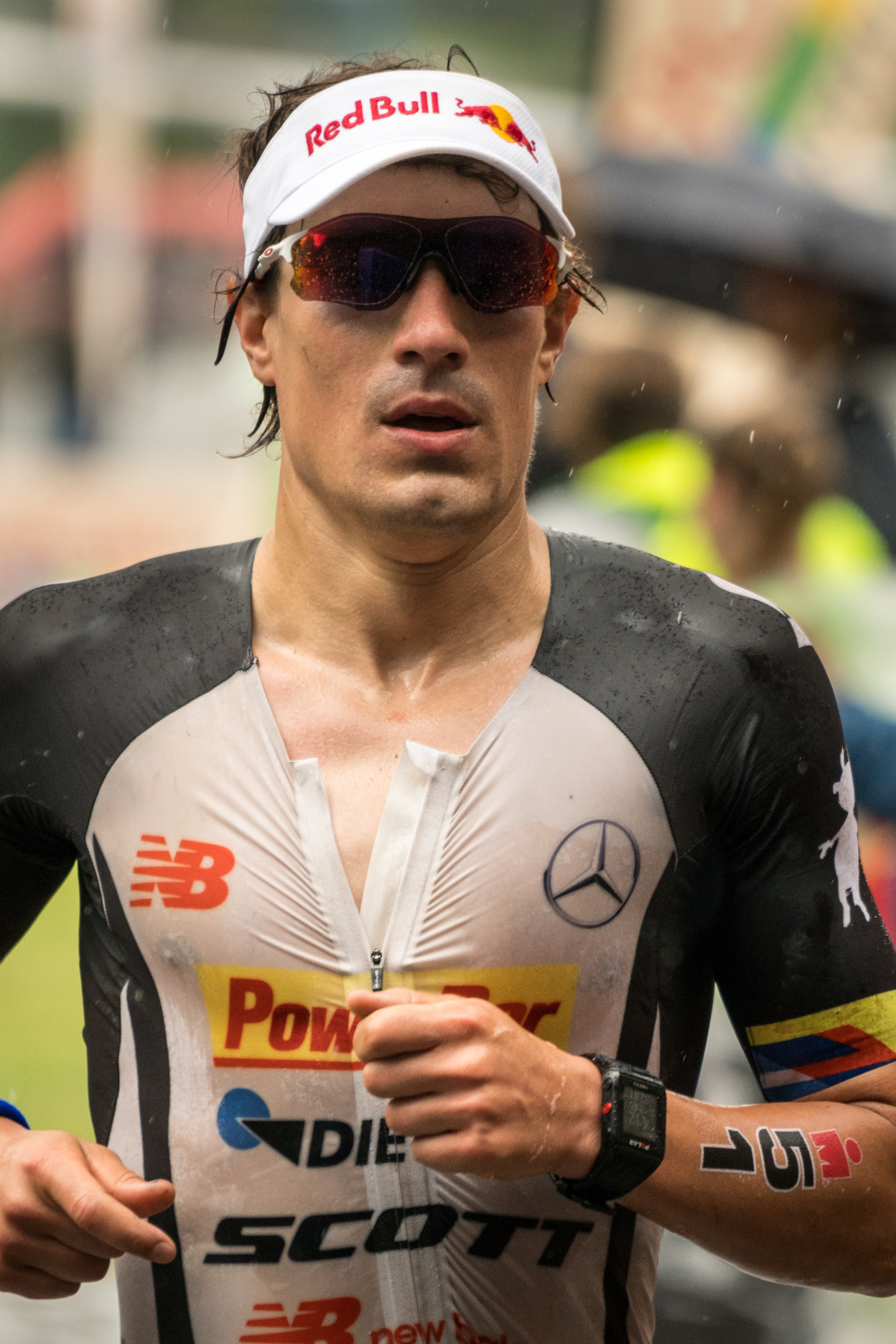
Sebastian Kienle, Sieger 2007, 2009, 2014, 2015 und 2017

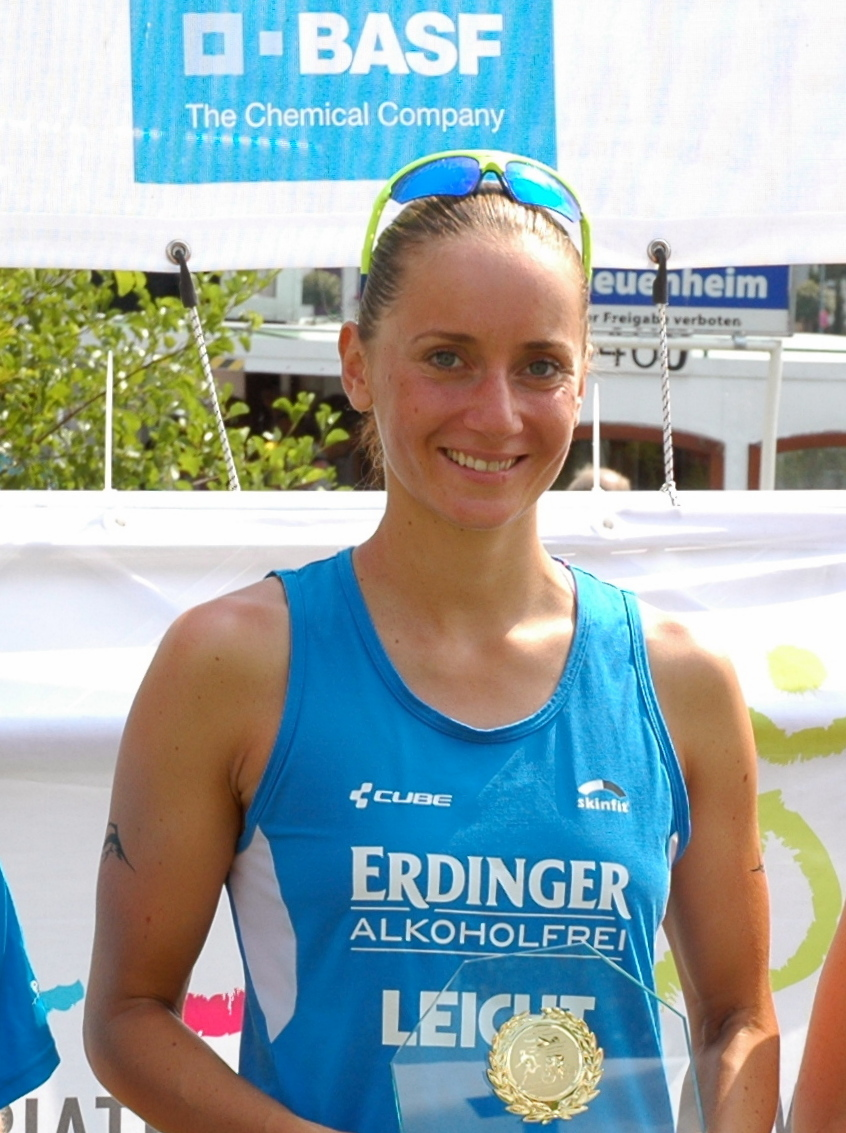
Laura Philipp – Siegerin 2017, 2018, 2022, 2023, 2024 und 2025

Die Challenge Kraichgau, im „Land der 1000 Hügel“, wurde als Fortsetzung des Kraichgau Triathlon Festival erstmals im Juni 2009 ausgetragen – als Teil der weltweiten Challenge-Family-Wettkampfserie mit Triathlon-Bewerben über die Lang- und Halbdistanz.
2012 wurden im Rahmen der Challenge Kraichgau die Mitteldistanz-Europameisterschaften der Europäischen Triathlon-Union (ETU) ausgetragen. 2013 und 2014 wurde hier von der Deutschen Triathlon Union (DTU) die Deutschen Meisterschaften auf der Mitteldistanz ausgetragen.
Ende Oktober 2013 gab die amerikanische Firma WTC, Inhaber der Rechte u. a. an den Markenzeichen „Ironman“ und „Ironman 70.3“, den Kauf des bisherigen Veranstalter des Triathlons, der Kraichgau Sports UG bekannt. Deren Gründer und Inhaber Björn Steinmetz, gleichzeitig damaliger Präsident des Baden-Württembergischen Triathlonverbandes, als Sprecher der Landesverbände Mitglied des Präsidiums der Deutschen Triathlon Union sowie gemeinsam mit dem Veranstalter des weltweit größten Langdistanz-Triathlons Challenge Roth, Felix Walchshöfer, federführend für die Organisation der Challenge-Family-Serie verantwortlich, wurde europäischer Geschäftsführer der WTC.
Die WTC, die zuvor bereits andere Veranstalter der Challenge-Family-Serie wie USM Events als Veranstalter des Challenge Cairns oder YWC Sports ApS als Veranstalter von Challenge Copenhagen und Challenge Aarhus aufkaufte und diese fortan ungeachtet bestehender Verträge der übernommenen Veranstalter unter ihrem Markenzeichen Ironman bewarb, kündigte an, die Veranstaltung ab 2014 unter dem Namen Ironman 70.3 Kraichgau auszurichten. Gleichzeitig wurde die zuvor von der Challenge Family als neue Triathlon-Veranstaltung initiierte Challenge Rügen, welche ebenfalls von Steinmetz hätte organisiert werden sollen, für 2014 als Ironman 70.3 Rügen angekündigt.
Der Vertrag zwischen Kraichgau Sports UG und Challenge Family beinhaltete allerdings u. a. eine Konkurrenzausschlussklausel mit einer Sperrfrist für einen Wechsel zu einem unmittelbaren Wettbewerber der Challenge Family. Die Challenge Family bestand auf Vertragserfüllung, weshalb die WTC – obwohl weltweit größter Wettbewerber der Challenge Family – die Veranstaltung 2014 unter dem etablierten Namen Challenge Kraichgau veranstaltete. Die WTC richtete damit erstmals sowohl eine Veranstaltung unter dem Challenge-Logo wie auch – da diesbezüglich bereits vor der Übernahme Vereinbarungen mit der Deutschen Triathlon Union bestanden – einen Wettkampf mit Windschattenfreigabe als Deutsche Meisterschaft der Elite, der gleichzeitig Station der Triathlon-Bundesliga war, aus.
2014 übte die im Besitz eines Hedgefonds befindliche WTC auf die Bürgermeister der Gemeinden, über die die Strecke des Triathlons verläuft, erheblichen juristischen Druck aus. Die angedrohten Schadensersatzforderungen der WTC waren zwar gemäß den Anwälten der Challenge Family unbegründet, hätten die Gemeinden aber in einen zeit- und kostenaufwändigen Rechtsstreit verwickelt. Um diesen zu vermeiden, erteilten die Gemeinden eine ordnungsrechtliche Genehmigung unter dem neuen Veranstaltungsnamen Ironman 70.3 Kraichgau.
2015 wurde die Veranstaltung damit – bei weitgehend unveränderter Streckenführung – erstmals unter dem Namen Ironman 70.3 Kraichgau ausgerichtet. Die Teilnahmegebühr, die 2012 noch 160 € betragen hatte, wurde für die bis auf Namen und Logo weitgehend unveränderte Veranstaltung von der WTC um über 60 % auf 260 Euro (inkl. 6 % Servicegebühr) angehoben. Den ebenfalls seit 2006 zur Veranstaltung zugehörige Wettkampf über die olympische Distanz benennt die WTC seit 2014 5i50 Kraichgau.
Die Challenge Family verzichtete ab 2015 auf ihre vertraglichen Ansprüche, stattdessen schloss sie einen Vertrag mit dem Veranstalter des bis 2014 wenige Kilometer entfernt ebenfalls im Kraichgau ausgerichteten Citytriathlon Heilbronn, der damit von 2015 bis 2020 als Challenge Heilbronn zur Folge-Veranstaltung des Challenge Kraichgau innerhalb der Challenge-Family-Serie wurde.
Die ursprünglich für den 7. Juni 2020 geplante Austragung musste im März im Rahmen der Ausbreitung des Coronavirus abgesagt werden.
Das letzte Rennen war hier am 25. Mai 2025.

## Strecke
Die Halbdistanz (auch Mitteldistanz) besteht aus einer Schwimmstrecke über 1,9 km im Hardtsee, einer mit ca. 1000 hm anspruchsvollen, profilierten Radetappe über 90 km und einem Halbmarathon über 21,1 km, die direkt hintereinander ausgetragen werden. Zusammen sind das die namensgebenden 70,3 Meilen.

## Bestzeiten
Den Streckenrekord hält seit 2025 Lasse Nygaard Priester mit 3:45:19 Stunden und bei den Frauen Laura Philipp seit 2024 mit 4:13:12 Stunden.
Den Streckenrekord beim Schwimmen hält seit 2013 Jan Wolfgarten mit 22:09 Minuten.

Auf der Laufstrecke über die Halbmarathondistanz hält den Rekord seit 2011 Andreas Raelert mit 1:09:27 Stunden und seit 2013 Julia Viellehner mit 1:18:55 Stunden bei den Frauen.

## Siegerliste

### Ironman 70.3 Kraichgau
| N ° | Datum/Jahr    | Männer                      | Männer             | Männer            | Frauen                 | Frauen               | Frauen             |
| N ° | Datum/Jahr    | Erster Platz                | Zweiter Platz      | Dritter Platz     | Erster Platz           | Zweiter Platz        | Dritter Platz      |
| --- | ------------- | --------------------------- | ------------------ | ----------------- | ---------------------- | -------------------- | ------------------ |
| 10  | 31. Mai 2026  |                             |                    |                   |                        |                      |                    |
| 9   | 25. Mai 2025  | Lasse Nygaard Priester (SR) | Fabian Kraft       | Nick Emde         | Laura Philipp -6-      | Caroline Pohle       | Laura Jansen       |
| 8   | 26. Mai 2024  | Niek Heldoorn               | Justus Nieschlag   | Jonas Hoffmann    | Laura Philipp -5- (SR) | Jessica Learmonth    | Laura Jansen       |
| 7   | 21. Mai 2023  | Rico Bogen                  | Patrick Lange      | Andrea Salvisberg | Laura Philipp -4-      | Lucy Charles-Barclay | Ellie Salthouse    |
| 6   | 29. Mai 2022  | Justus Nieschlag            | Frederic Funk      | Ruben Zepuntke    | Laura Philipp -3-      | Daniela Bleymehl     | Julie Iemmolo      |
| 5   | 2. Juni 2019  | Jan Frodeno -2-             | Patrick Dirksmeier | Łukasz Wójt       | Helle Frederiksen      | Alexandra Tondeur    | Katrien Verstuyft  |
| 4   | 3. Juni 2018  | Jan Frodeno                 | Patrick Lange      | Nick Kastelein    | Laura Philipp -2-      | Daniela Sämmler      | Yvonne van Vlerken |
| 3   | 11. Juni 2017 | Sebastian Kienle -4-        | Markus Rolli       | Marc Dülsen       | Laura Philipp          | Yvonne van Vlerken   | Lena Berlinger     |
| 2   | 5. Juni 2016  | Boris Stein -2-             | Sebastian Kienle   | Pieter Heemeryck  | Anja Beranek           | Yvonne van Vlerken   | Astrid Stienen     |
| 1   | 7. Juni 2015  | Sebastian Kienle -3-        | Andreas Böcherer   | David McNamee     | Camilla Pedersen       | Julia Gajer          | Svenja Bazlen      |

### Challenge Kraichgau
| Datum/Jahr         | Männer                   | Männer              | Männer           | Frauen                 | Frauen             | Frauen             |
| Datum/Jahr         | Erster Platz             | Zweiter Platz       | Dritter Platz    | Erster Platz           | Zweiter Platz      | Dritter Platz      |
| ------------------ | ------------------------ | ------------------- | ---------------- | ---------------------- | ------------------ | ------------------ |
| 15. Juni 2014 (DM) | Sebastian Kienle -2-     | Ronnie Schildknecht | Timo Bracht      | Julia Gajer -2-        | Gina Crawford      | Yvonne van Vlerken |
| 9. Juni 2013 (DM)  | Boris Stein              | Maik Petzold        | Timo Bracht      | Yvonne van Vlerken -2- | Julia Gajer        | Jenny Schulz       |
| 10. Juni 2012 (EM) | Andreas Raelert -2- (SR) | Sylvain Sudrie      | Sebastian Kienle | Julia Gajer            | Line Jensen        | Delphine Pelletier |
| 5. Juni 2011       | Andreas Raelert          | Sebastian Kienle    | François Chabaud | Yvonne van Vlerken     | Julia Wagner       | Rachel Joyce       |
| 6. Juni 2010       | Normann Stadler          | James Cunnama       | Michael Göhner   | Rebekah Keat -2-       | Tiina Boman        | Silvia Balbach     |
| 14. Juni 2009      | Sebastian Kienle         | James Cunnama       | Aaron Farlow     | Rebekah Keat           | Lisbeth Kristensen | Merryn Johnston    |

(DM – DTU Deutsche Meisterschaft Mitteldistanz, EM – ETU Europameisterschaft Mitteldistanz)

### Kraichgau Triathlon-Festival
Kurzdistanz:
| Datum/Jahr    | Männer               | Männer            | Männer           | Frauen          | Frauen          | Frauen        |
| Datum/Jahr    | Erster Platz         | Zweiter Platz     | Dritter Platz    | Erster Platz    | Zweiter Platz   | Dritter Platz |
| ------------- | -------------------- | ----------------- | ---------------- | --------------- | --------------- | ------------- |
| 8. Juni 2008  | Sebastian Kienle -2- | Cédric Oesterlé   | Hannes Utz       | Renate Forstner | Nicole Best     | Nicole Töpfer |
| 10. Juni 2007 | Sebastian Kienle     | Steffen Liebetrau | Bernd Eichhorn   | Nina Eggert -2- | Nicole Töpfer   | Nicole Best   |
| 11. Juni 2006 | Timo Bracht          | Joseph Gambles    | Sebastian Kienle | Nina Eggert     | Renate Forstner | Céline Feder  |

Mitteldistanz:
| Datum/Jahr    | Männer              | Männer            | Männer            | Frauen              | Frauen           | Frauen           |
| Datum/Jahr    | Erster Platz        | Zweiter Platz     | Dritter Platz     | Erster Platz        | Zweiter Platz    | Dritter Platz    |
| ------------- | ------------------- | ----------------- | ----------------- | ------------------- | ---------------- | ---------------- |
| 8. Juni 2008  | Chris McCormack     | Stephan Vuckovic  | Thomas Hellriegel | Belinda Granger -3- | Wenke Kujala     | Jennifer Lehmler |
| 10. Juni 2007 | Faris Al-Sultan -2- | Thomas Hellriegel | Christian Brader  | Belinda Granger -2- | Jennifer Lehmler | Simone Aumann    |
| 11. Juni 2006 | Faris Al-Sultan     | Alexander Taubert | Thomas Hellriegel | Belinda Granger     | Imke Schiersch   | Simone Aumann    |

Langdistanz:
| Datum/Jahr    | Männer             | Männer            | Männer                  | Frauen                 | Frauen                 | Frauen           |
| Datum/Jahr    | Erster Platz       | Zweiter Platz     | Dritter Platz           | Erster Platz           | Zweiter Platz          | Dritter Platz    |
| ------------- | ------------------ | ----------------- | ----------------------- | ---------------------- | ---------------------- | ---------------- |
| 8. Juni 2008  | Christian Brader   | Matthias Klumpp   | Andreas Hechler         | Stephanie Rittershofer | Marion Ruth Dangeleit  | Inge Roersch     |
| 10. Juni 2007 | Tom Söderdahl      | Rolf Lautenbacher | Johannes Scheubert-Engl | Johanna Schicker       | Ariane Gutknecht       | Marion Dangeleit |
| 11. Juni 2006 | Markus Forster -2- | Luke Dragstra     | Matthias Klumpp         | Sandra Krücke          | Stephanie Rittershofer | Simone Schwarz   |
| 5. Juni 2005  | Markus Forster     | Swen Sundberg     | Rolf Lautenbacher       | Almuth Grüber          | Stephanie Rittershofer | Martina Lang     |